# Katína Paxinoú
Katína Paxinoú (grec moderne : Κατίνα Παξινού), née Ekateríni Konstantopoúlou (Αικατερίνη Κωνσταντοπούλου) le 17 décembre 1900 au Pirée et morte le 22 février 1973 à Athènes, est une actrice grecque.

## Biographie
Elle est née en 1900 au Pirée. Après des études musicales à Genève, Berlin et Vienne, Katína Paxinoú s'essaie comme chanteuse d'opéra dans les années 1920 (avec un premier rôle, en 1920, à la création d'un opéra de Dimitri Mitropoulos).
Assez vite, elle renonce à la musique pour se consacrer au théâtre, où elle débute à Athènes en 1928 (à noter que son nom d'actrice résulte d'un premier et bref mariage avec Ioánnis Paxinós). En 1929, elle intègre le Théâtre national de Grèce (alors dénommé Théâtre Royal de Grèce) à Athènes, où elle rencontre son futur second époux, l'acteur et metteur en scène Aléxis Minotís (1900-1990). Elle se produit entre autres, et jusqu'à la fin de sa carrière, dans des pièces d'Henrik Ibsen, William Shakespeare, Eugene O'Neill et, bien entendu, dans les tragédies grecques : d'ailleurs, lors d'une tournée de la troupe aux États-Unis, en 1930-1931, elle joue notamment à Broadway (New York), dans Électre de Sophocle. Lorsque la Seconde Guerre mondiale éclate, les époux Minotis — ils se marient en 1940 —, alors en tournée à Londres (Royaume-Uni), décident d'émigrer aux États-Unis. Ainsi, l'actrice est choisie pour interpréter Pilar dans Pour qui sonne le glas (sorti en 1943), son premier film (hollywoodien) et l'un de ses plus connus ; quatre autres films américains suivront jusqu'en 1949. Auparavant, elle joue de nouveau à Broadway, en 1942 et 1944.
En 1950, les époux Minotis reviennent s'installer en Grèce et y poursuivent leurs activités théâtrales, notamment au sein du Théâtre national de Grèce. En 1952, Katína Paxinoú est la compositrice d'une musique de scène, pour la tragédie Œdipe roi de Sophocle (celle-ci est présentée la même année à Broadway, où l'actrice était déjà retournée en 1951, avant un dernier rôle en 1961). Et en 1959, elle participe à son ultime film américain, Quand la terre brûle. Outre le cinéma américain, elle apparaît dans des films français et italiens (notamment dans Rocco et ses frères de Luchino Visconti), Dossier secret d'Orson Welles en 1955 (coproduction européenne), un film britannique en 1947 et un seul film grec en 1965, L'Île d'Aphrodite, pour un total de quatorze films, jusqu'en 1970. En 1972, atteinte d'un cancer qui va l'emporter l'année suivante, elle fait sa dernière apparition au théâtre, dans Mère Courage et ses enfants de Bertolt Brecht.
En marge de ses prestations au cinéma et au théâtre, l'actrice joue également pour la télévision (américaine et britannique), entre 1952 et 1970 (quatre séries et un téléfilm), sans compter deux documentaires.
Pour son premier film américain, Pour qui sonne le glas, Katína Paxinoú gagne en 1944 un Golden Globe Award et un Oscar, tous deux dans la catégorie du meilleur second rôle féminin. De plus, une étoile lui est dédiée sur le Walk of Fame d'Hollywood Boulevard.
Elle meurt après une longue bataille contre le cancer à Athènes le 22 février 1973 à l'âge de 72 ans.

## Filmographie complète

### Au cinéma

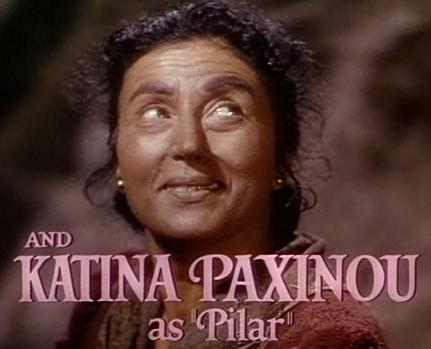
Dans Pour qui sonne le glas (1943)

- 1943 : Pour qui sonne le glas (For Whom the Bell Tolls) de Sam Wood : Pilar
- 1943 : Hostages de Frank Tuttle : Maria
- 1945 : Agent secret (Confidential Agent) d'Herman Shumlin : Mrs. Melandez
- 1947 : Oncle Silas (Uncle Silas) de Charles Frank : Madame de la Rougierre
- 1947 : Le deuil sied à Électre (Mourning becomes Electra) de Dudley Nichols : Christine Mannon
- 1949 : Échec à Borgia (Prince of Foxes) d'Henry King : Mona Constanza Zoppo
- 1955 : Dossier secret (Mr. Arkadin) d'Orson Welles : Sophie
- 1959 : Quand la terre brûle (The Miracle) d'Irving Rapper : La Roca
- 1960 : Rocco et ses frères (Rocco e i suoi fratelli) de Luchino Visconti : Rosaria Parondi
- 1961 : Mort d'un bandit (Morte di un bandito) de Giuseppe Amato
- 1962 : Le Procès (The Trial) d'Orson Welles : La savante (rôle coupé au montage[5])
- 1964 : The Stage to Three, court métrage documentaire de Julian Biggs : elle-même
- 1965 : L'Île d'Aphrodite (To Nisí tis Afrodítis - Το νησί της Αφροδίτης) de Giorgos Skalenakis : Lambriní (Λαμπρινή)
- 1968 : Tante Zita de Robert Enrico : Tante Zita
- 1970 : Un été sauvage de Marcel Camus : Marya
- 1970 : The Martlet's Tale de John Crowther : Orsetta

### À la télévision
- 1952 : Série Chesterfield presents, épisode 2 The Girl on the Wire
- 1953 : Série Hallmark Hall of Fame, Saison 2, épisode 22 Socrate's Wife
- 1959 : Noces de sang (Blood Wedding), téléfilm produit par la BBC (réalisateur non-mentionné), adaptation de la pièce éponyme de Federico García Lorca
- 1959 : Paxinou in Athens, documentaire de Basil Maros, produit par la BBC : elle-même (avec son mari)
- 1968 : Série BBC Play of the Month, Saison 3, épisode 9 The Old Ladies
- 1970 : Série Les Règles du jeu (The Name of the Game), Saison 3, épisode 5 The Enemy before Us de Barry Shear

## Théâtre (sélection)

### En Grèce
À Athènes, sauf mention contraire
- 1928 : La Femme nue d'Henry Bataille
- 1932 : Agamemnon (Ἀγαμέμνων) d'Eschyle
- 1933 : Othello ou le Maure de Venise (Othello, the Moor of Venice) de William Shakespeare
- 1934 : Les Revenants (Gengangere) d'Henrik Ibsen ; Les Perses (Πέρσαι - Persai) d'Eschyle
- 1935 : Peer Gynt d'Henrik Ibsen ; La Nuit des rois, ou Ce que vous voudrez (Twelfth Night, or What you will) de William Shakespeare
- 1937 : L'Éventail de Lady Windermere (Lady Windermere's Fan) d'Oscar Wilde ; Hippolyte (Ιππόλυτος - Hippolytos) d'Euripide ; Le Malade imaginaire de Molière ; Désir sous les ormes (Desire under the Elms) d'Eugene O'Neill
- 1938 : Le Roi Lear (King Lear) de William Shakespeare ; Un mari idéal (An Ideal Husband) d'Oscar Wilde
- 1939 : Richard III de William Shakespeare ; Beyond the Horizon d'Eugene O'Neill
- 1955 : Hamlet de William Shakespeare
- 1956 : Médée (Μήδεια - Mếdeia) d'Euripide
- 1955 : Hécube (Ἑκάϐη - Hekábê) d'Euripide, mise en scène par Aléxis Minotís (au théâtre antique d'Épidaure)
- 1960 : Les Phéniciennes (Φoινίσσαι - Foiníssai) d'Euripide, musique de scène de Míkis Theodorákis
- 1962 : Le Père (Fadren) d'August Strindberg ; Les Bacchantes (Βάκχαι - Bákkhai) d'Euripide
- 1965 : Le Long Voyage vers la nuit (Long Day's Journey Into Night) d'Eugene O'Neill
- 1967 : Macbeth de William Shakespeare
- 1971-1972 : Mère Courage et ses enfants (Mutter Courage und ihre Kinder) de Bertolt Brecht

### À Broadway
- 1930-1931 : Électre (Electra - titre original : Ἠλέκτρα - Êléktra) de Sophocle, adaptation d'Hugo von Hofmannsthal, avec Aléxis Minotís
- 1942 : Hedda Gabler d'Henrik Ibsen, adaptation d'Ethel Borden et Mary Cass Canfield, avec Henry Daniell, Ralph Forbes, Karen Morley
- 1944 : Sophie de George Ross et Rose C. Feld, mise en scène par Michael Gordon, avec Will Geer
- 1951 : La Maison de Bernarda Alba (The House of Bernarda Alba - titre original : La Casa de Bernarda Alba) de Federico García Lorca, adaptation de James Graham Lujan et Richard L. O'Connell, avec Ruth Ford
- 1952 : Électre de Sophocle, adaptation de J. Gryparis, musique de scène de Dimitri Mitropoulos
- 1952 : Œdipe roi (Oedipus Tyrannus - titre original : Οἰδίπους τύραννος - Oidípous Týrannos) de Sophocle, adaptation de Photos Politis, mise en scène par (et avec) Aléxis Minotís (+ musique de scène)
- 1961 : The Garden of Sweets de Waldemar Hansen

## Répertoire lyrique
- 1920 : Sœur Béatrice (titre original - en grec : Αδελφή Βεατρίκη), opéra en trois actes, musique et mise en scène de Dimitri Mitropoulos, livret de Maurice Maeterlinck (d'après sa pièce éponyme), direction musicale Armand Marsick (rôle-titre ; création à Athènes)

## Récompenses
- Golden Globe et Oscar de la meilleure actrice dans un second rôle pour le film Pour qui sonne le glas de Sam Wood.